# Stockholm Open 1987
Lo Stockholm Open 1987 è stato un torneo di tennis giocato sul cemento indoor. È stata la 19ª edizione dello Stockholm Open, del Nabisco Grand Prix 1987. Il torneo si è giocato al Kungliga tennishallen di Stoccolma in Svezia, dal 2 all'8 novembre 1987.

## Campioni

### Singolare
Stefan Edberg ha battuto in finale  Jonas Svensson con il punteggio di 7–5, 6–2, 4–6, 6–4

### Doppio
Stefan Edberg /  Anders Järryd hanno battuto in finale  Jim Grabb /  Jim Pugh,6–2, 3–6, 6–1